# Morti nel 1999/Novembre
| Questa pagina contiene informazioni ricavate automaticamente dalle voci biografiche con l'ausilio del template Bio e di un bot. L'aggiornamento è periodico e automatico e ricostruisce completamente la pagina. Se manca una persona in questa lista, sei pregato di non aggiungerla, ma accertati piuttosto che la sua voce biografica contenga il template Bio e che i dati anagrafici siano correttamente compilati. Se il template Bio manca, inseriscilo tu stesso o, in alternativa, metti l'avviso {{tmp\|Bio}} che ne segnala la mancanza. Se i dati riportati sono sbagliati, correggi direttamente la voce biografica; le modifiche saranno visibili in questa lista entro pochi giorni. Per chiarimenti vedi il progetto biografie. La lista contiene solo le 112 persone che sono citate nell'enciclopedia e per le quali è stato implementato correttamente il template Bio. Pagina aggiornata al 18 lug 2025. |

- 1º novembre - Dave Bickles, allenatore di calcio e calciatore inglese (n. 1944)
- 1º novembre - Minoru Chiaki, attore giapponese (n. 1917)
- 1º novembre - Bhekimpi Dlamini, politico swati (n. 1924)
- 1º novembre - Theodore Hall, fisico statunitense (n. 1925)
- 1º novembre - Walter Payton, giocatore di football americano statunitense (n. 1953)
- 1º novembre - Franca Scagnetti, attrice italiana (n. 1924)
- 2 novembre - Milan Antal, astronomo slovacco (n. 1935)
- 2 novembre - Remo Antonetti, fantino italiano (n. 1923)
- 2 novembre - Suba, musicista, compositore e produttore discografico serbo (n. 1961)
- 3 novembre - Romeo Anconetani, dirigente sportivo, giornalista e imprenditore italiano (n. 1922)
- 3 novembre - Ian Bannen, attore britannico (n. 1928)
- 3 novembre - Vilen Kaljuta, direttore della fotografia sovietico (n. 1930)
- 3 novembre - Arrigo Pola, tenore italiano (n. 1919)
- 3 novembre - Fratelli Vaccaro Notte, italiano (n. 1951)
- 4 novembre - Giovanni De Martin, bobbista italiano (n. 1927)
- 4 novembre - Daisy Bates, attivista, editrice e giornalista statunitense (n. 1914)
- 4 novembre - Hilde Seipp, cantante e attrice tedesca (n. 1909)
- 4 novembre - Henri Van Kerckhove, ciclista su strada belga (n. 1926)
- 5 novembre - Antonio Fraguas Fraguas, insegnante, scrittore e antropologo spagnolo (n. 1905)
- 5 novembre - James Goldstone, regista e sceneggiatore statunitense (n. 1931)
- 5 novembre - Colin Rowe, architetto e urbanista britannico (n. 1920)
- 6 novembre - Sleim Ammar, scrittore, psichiatra e saggista tunisino (n. 1927)
- 6 novembre - Lino Beccati, militare italiano (n. 1913)
- 6 novembre - George V. Higgins, scrittore e giornalista statunitense (n. 1939)
- 7 novembre - Vjačeslav Maruško, calciatore sovietico (n. 1938)
- 7 novembre - Primo Nebiolo, dirigente sportivo italiano (n. 1923)
- 8 novembre - Lester Bowie, trombettista e compositore statunitense (n. 1941)
- 8 novembre - Jimmy Coffey, calciatore irlandese (n. 1928)
- 8 novembre - Mario De Simone, attore italiano (n. 1930)
- 8 novembre - Jerry Kerr, allenatore di calcio e calciatore scozzese (n. 1912)
- 8 novembre - Jurij Vasil'evič Malyšev, cosmonauta sovietico (n. 1941)
- 8 novembre - Leon Štukelj, ginnasta jugoslavo (n. 1898)
- 9 novembre - Mabel King, attrice statunitense (n. 1932)
- 9 novembre - Giulio Leopardi Dittaiuti, imprenditore e politico italiano (n. 1931)
- 10 novembre - Robert Kramer, regista, sceneggiatore e attore statunitense (n. 1939)
- 11 novembre - Benito Albini, calciatore italiano (n. 1937)
- 11 novembre - Mary Kay Bergman, doppiatrice statunitense (n. 1961)
- 11 novembre - Ernest Vivian Fuchs, esploratore britannico (n. 1908)
- 11 novembre - Daniel Ivernel, attore francese (n. 1918)
- 11 novembre - Lodewijk Prins, scacchista olandese (n. 1913)
- 11 novembre - Giorgio Voghera, scrittore italiano (n. 1908)
- 12 novembre - Aldo Baldini, ammiraglio italiano (n. 1915)
- 12 novembre - Gaby Casadesus, pianista francese (n. 1901)
- 12 novembre - El Pescaílla, cantante, chitarrista e compositore spagnolo (n. 1925)
- 12 novembre - Sven Hjertsson, calciatore svedese (n. 1924)
- 12 novembre - Alois Jonák, calciatore cecoslovacco (n. 1925)
- 12 novembre - Konrad Petzold, regista, sceneggiatore e attore tedesco (n. 1930)
- 13 novembre - Antonio Belviso, direttore della fotografia italiano (n. 1910)
- 13 novembre - Germaine Dieterlen, etnologa francese (n. 1903)
- 14 novembre - Antonio Bodrero, poeta e politico italiano (n. 1921)
- 14 novembre - Giorgio Bordini, fumettista italiano (n. 1927)
- 14 novembre - Orazio Costa, regista teatrale, direttore artistico e insegnante italiano (n. 1911)
- 14 novembre - Bert Jacobs, allenatore di calcio olandese (n. 1941)
- 14 novembre - Angelo Zanolli, attore italiano (n. 1936)
- 15 novembre - Orazio Curti, museologo e ingegnere italiano (n. 1926)
- 15 novembre - Gilberto Forti, giornalista, scrittore e traduttore italiano (n. 1922)
- 15 novembre - Lucien Jasseron, calciatore e allenatore di calcio francese (n. 1913)
- 15 novembre - Harry Llewellyn, cavaliere britannico (n. 1911)
- 15 novembre - Giovanni Miserocchi, politico italiano (n. 1930)
- 15 novembre - Francesco Palpacelli, architetto italiano (n. 1925)
- 15 novembre - Giovanni Pintori, pittore e designer italiano (n. 1912)
- 15 novembre - Lelio Stragiotti, ingegnere italiano (n. 1916)
- 15 novembre - Norio Taniguchi, ingegnere giapponese (n. 1912)
- 16 novembre - Daniel Nathans, biologo statunitense (n. 1928)
- 16 novembre - Henri Padou, nuotatore francese (n. 1928)
- 17 novembre - Faubion Bowers, iamatologo e scrittore statunitense (n. 1917)
- 18 novembre - Enrico d'Assia, nobile e pittore tedesco (n. 1927)
- 18 novembre - Horst P. Horst, fotografo tedesco (n. 1906)
- 18 novembre - Paul Bowles, scrittore, compositore e poeta statunitense (n. 1910)
- 18 novembre - Vittorio Miele, pittore italiano (n. 1926)
- 19 novembre - Yvette Cauchois, fisica e chimica francese (n. 1908)
- 19 novembre - Francesco Sparacio, presbitero, educatore e teologo italiano (n. 1927)
- 20 novembre - Jurij Ivanovič Česnokov, calciatore sovietico (n. 1952)
- 20 novembre - Amintore Fanfani, politico, economista e storico italiano (n. 1908)
- 20 novembre - Annie Jennings, supercentenaria britannica (n. 1884)
- 20 novembre - Raffaele Valensise, avvocato e politico italiano (n. 1921)
- 21 novembre - Alphonse Antoine, ciclista su strada francese (n. 1915)
- 21 novembre - Quentin Crisp, scrittore, modello e attore britannico (n. 1908)
- 21 novembre - Ralph Foody, attore statunitense (n. 1928)
- 21 novembre - Marie Kraja, soprano albanese (n. 1911)
- 22 novembre - Ibrahim Böhme, politico tedesco (n. 1944)
- 22 novembre - Flávio Costa, calciatore e allenatore di calcio brasiliano (n. 1906)
- 23 novembre - Oddmund Andersen, calciatore norvegese (n. 1915)
- 23 novembre - Giulio Cisco, giornalista e scrittore italiano (n. 1920)
- 23 novembre - Claudio Sorgi, presbitero, scrittore e conduttore televisivo italiano (n. 1933)
- 25 novembre - Didier Anzieu, psicoanalista francese (n. 1923)
- 25 novembre - Pierre Bézier, ingegnere e matematico francese (n. 1910)
- 25 novembre - Renato Bruscaglia, incisore italiano (n. 1921)
- 25 novembre - Valentín Campa, politico e attivista messicano (n. 1904)
- 25 novembre - Jesse Renick, cestista e allenatore di pallacanestro statunitense (n. 1917)
- 26 novembre - George Libman Engel, psichiatra statunitense (n. 1913)
- 26 novembre - Paul Kozlicek, calciatore austriaco (n. 1937)
- 26 novembre - Ashley Montagu, antropologo e saggista inglese (n. 1905)
- 27 novembre - Vera Colombo, ballerina italiana (n. 1931)
- 27 novembre - Arturo Fernández, calciatore e allenatore di calcio peruviano (n. 1906)
- 27 novembre - William S. Heckscher, storico dell'arte tedesco (n. 1904)
- 27 novembre - Hiro Matsuda, wrestler giapponese (n. 1937)
- 27 novembre - Alain Peyrefitte, politico, diplomatico e scrittore francese (n. 1925)
- 28 novembre - Giovanni Alterio, politico italiano (n. 1955)
- 28 novembre - Bethel Leslie, attrice statunitense (n. 1929)
- 29 novembre - Germán Arciniegas, giornalista e storico colombiano (n. 1900)
- 29 novembre - John Berry, regista, sceneggiatore e attore statunitense (n. 1917)
- 29 novembre - Angelo Cocconcelli, presbitero e partigiano italiano (n. 1912)
- 29 novembre - Herbert Freudenberger, psicologo statunitense (n. 1927)
- 29 novembre - Kaoru Iwamoto, goista giapponese (n. 1902)
- 29 novembre - Sydney Patterson, pistard e ciclista su strada australiano (n. 1927)
- 29 novembre - Kazuo Sakamaki, militare giapponese (n. 1918)
- 29 novembre - Lewis Hastings Sarett, chimico statunitense (n. 1917)
- 29 novembre - Carmen Díez de Rivera, politica spagnola (n. 1942)
- 30 novembre - Carlos Hugo Christensen, regista argentino (n. 1914)
- 30 novembre - Vladimir Jaščenko, altista sovietico (n. 1959)
- 30 novembre - Andrea von Ramm, mezzosoprano estone (n. 1928)